# Ixodes laysanensis
Ixodes laysanensis este o specie de căpușe din genul Ixodes, familia Ixodidae, descrisă de Wilson în anul 1964. Conform Catalogue of Life specia Ixodes laysanensis nu are subspecii cunoscute.